# فيليب براون (سياسي)
فيليب براون هو سياسي كندي، ولد في 5 فبراير 1957. حزبياً، نشط في حزب المحافظين التقدمي لجزيرة الأمير إدوارد.